# Geografia de Cuba

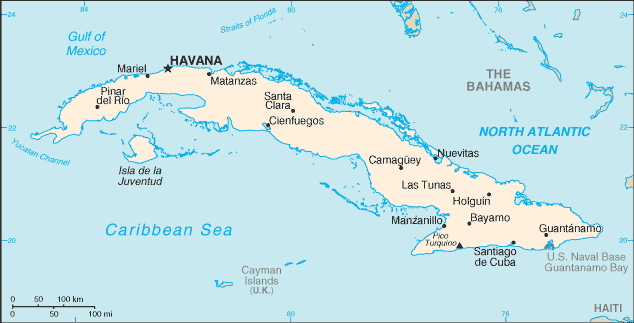
Mapa de Cuba.

Cuba é um arquipélago formado por mais de quatro mil ilhas e enseadas. As maiores são a Ilha de Cuba e a Ilha da Juventude, com uma superfície de 2 204 km², e que estão separadas pelo golfo de Batabanó. A longa ilha de Cuba é a maior ilha das Caraíbas com uma superfície 104 556 km².
O conjunto do arquipélago cubano, possui uma superfície de 109 884 km² e uma extensão territorial de 1 250 km.
Banhada a norte pelo estreito da Flórida e pelo oceano Atlântico Norte, a noroeste pelo golfo do México, a oeste pelo canal do Iucatão, a sul pelo mar das Caraíbas e a leste pela passagem de Barlavento. A república compreende toda a ilha, incluindo muitas ilhas próximas como a ilha da Juventude, com a exceção da baía de Guantanamo, uma base naval que está ocupada pelos Estados Unidos desde 1903. A ilha principal de Cuba é a 17.ª maior ilha do mundo.
A ilha de Cuba está formada principalmente por planícies onduladas, com colinas e montanhas mais escarpadas situadas maioritariamente na zona sudeste da ilha. O ponto mais elevado é o Pico Real del Turquino com 1 974 m. O clima é tropical, embora temperado pelos ventos Alísios. Existe uma estação relativamente seca de Novembro a Abril e uma estação mais chuvosa de Maio a Outubro. Havana é a maior cidade e a capital, e Santiago de Cuba e Camagüey são outras cidades importantes.

## Clima
O clima cubano é subtropical.

## Umidade Relativa do Ar
A média de umidade relativa do ar é de 85 %.

## Temperatura
A temperatura média é de 26 ºC.

## Área Costeira
As costas coralinas ocupam a maior área do arquipélago, existem, também, as costas de falhas no sul dos estados (províncias) orientais. São características, da ilha, as costas baixas e pantanosas e as escarpadas. Os mares que banham as costas do arquipélago são: ao norte e ao leste o Oceano Atlântico, ao sul o Mar Caribe e ao oeste o Golfo do México.

## Flora
A flora de Cuba está caracterizada pela sua extraordinária riqueza, encontrando-se em torno de 7 500 a 8 000 espécies, das quais 6 000 são árvores madeireiras e de grande porte. É muito notável que aproximadamente 50% das mesmas são endêmicas.
Grande parte da floresta natural cubana, foi substituída por plantações de cana, principal produto agrícola do país. O governo investe em reflorestamento, devido à perda de 20% de sua Diversidade por causa de desmatamento. O governo adotou uma legislação de proteção ambiental, proporcionando assim que o crescimento industrial não afete o meio ambiente.
A flora cubana é muito rica, possui grande quantidade de endemia e curiosidades. Encontramos em cuba a única planta carnívora do mundo, que é epífita, ela é a maior flor do mundo e sua corola chega a medir 30 cm. Podemos encontrar nas florestas cubanas a menor orquídea do mundo que chega a medir 6 mm.

## Fauna
Na fauna de Cuba predominam os invertebrados, 7 000 espécies de insetos, 4 000 de moluscos, e 500 de aracnídeos. O endemismo é notável nos invertebrados, nos vertebrados e nos gêneros de uma só espécie muito localizados, exemplos: a “fermina” e o “almiquí”. A reiteração do nanismo é outra característica da fauna cubana, onde habita a rã, o morcego, aves e o menor escorpião do mundo.
Assim como ocorre na flora, a fauna cubana é muito rica, possui grande quantidade de endemia e curiosidades. O Zúnzun, também conhecido como pássaro mosca, é a menor ave do mundo, chega a medir 6 cm. e a pesar dois gramas. O menor anfíbio do mundo é encontrado em cuba, a rã pigmeu, como é conhecida chega a medir 12 mm.
Nas planícies é que podemos encontrar a maior diversidade de animais e plantas; os recifes de coral cubano são considerados os mais conservados do Caribe e sua extensão é de 45 000 Km². Os solos de Cuba são muito férteis.

## Ligações Externas
- Mapa de toda a Ilha de Cuba de Por Volta de 1639 DC